# Deposito locomotive di La Spezia Migliarina
Il deposito locomotive di La Spezia Migliarina, o successivamente Deposito Officina Rotabili Storici di La Spezia Migliarina, è un deposito locomotive situato nel quartiere omonimo della città di La Spezia, comune a entrambe le ferrovie Genova-Pisa e Pontremolese. Attivo dal 1926 nell'ambito della trazione elettrica e in seguito anche diesel, è stato rilevato da Fondazione FS Italiane nel 2014 per l'assegnazione e manutenzione dei rotabili appartenenti al parco storico.

## Storia

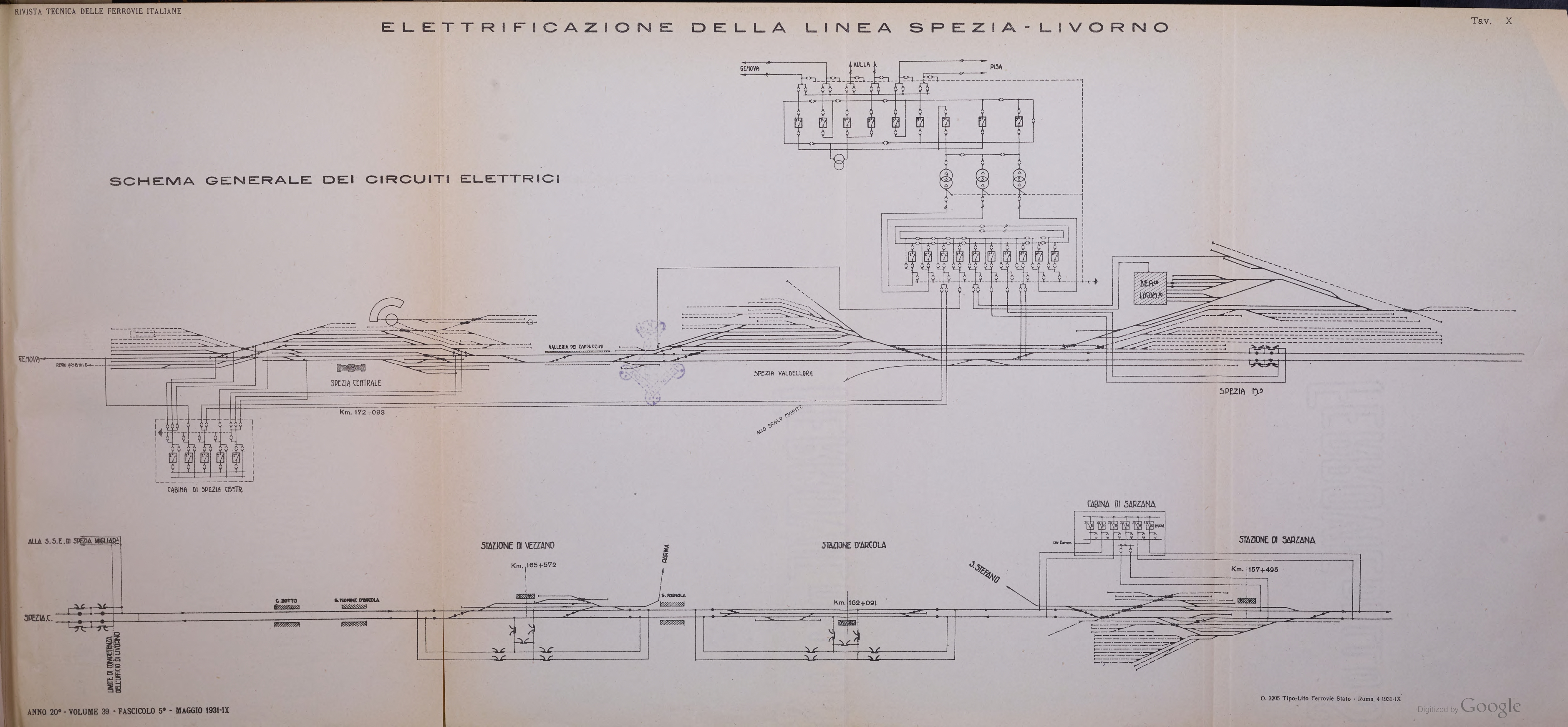
La prima delle tre tavole sull'elettrificazione della Tirrenica. Si noti La Spezia Migliarina a destra e lo schema della sottostazione

Il deposito nacque, parallelamente a quello di Livorno Centrale, come un adattamento provvisorio della preesistente rimessa locomotive, già utilizzata per la trazione a vapore. Tale investimento si rese necessario per venire incontro alle nuove esigenze date dall'attivazione della trazione elettrica tra Sestri Levante e Spezia e, in prospettiva, sulla Pontremolese tra Parma e Spezia.
I lavori iniziarono il 20 giugno 1923 per poi venir ultimati nell'aprile del 1925, con alcune attrezzature da installare ancora in sospeso verso la fine dell'anno. L'attivazione si tenne il 21 aprile 1926 insieme all'elettrificazione della linea. Venne edificata anche una sottostazione elettrica nelle immediate vicinanze del deposito.
Più nel dettaglio, all'attivazione il deposito disponeva di:
|                       |                              | Numero  | Note                                 |
| --------------------- | ---------------------------- | ------- | ------------------------------------ |
| Dotazione locomotive  | Dotazione locomotive         | 20      |                                      |
| Sviluppo piazzale     | Sviluppo piazzale            | 1010 m  |                                      |
| Aree coperte          | Aree coperte                 | 2656 m² |                                      |
| Rimesse               | Numero                       | 1       | Rettangolare, area coperta 1320 m²   |
| Rimesse               | Capacità (loc.)              | 24      |                                      |
| Officine              | Aree coperte                 | 635 m²  |                                      |
| Officine              | Motori elettrici             | 6       | Potenza 26 CV                        |
| Officine              | Compressori                  | 2       |                                      |
| Officine              | Fucine                       | 1       |                                      |
| Depositi combustibili | Aree coperte                 | 308 m²  |                                      |
| Depositi combustibili | Sviluppo binari              | 5 km    |                                      |
| Depositi combustibili | Capacità                     | 6000 m³ | Sistema di carico a mano             |
| Depositi combustibili | Capacità vasche lubrificanti | 45 m³   |                                      |
| Rifornitore idrico    | Rifornitore idrico           | 1       | In ferro-cemento, capacità 50 m³     |
| Depositi sabbia       | Depositi sabbia              | 1       | Capacità 475 m³                      |
| Fosse a fuoco         | Fosse a fuoco                | 7       | Lunghezza complessiva 248 m          |
| Travi di scorrimento  | Travi di scorrimento         | 1       | 3                                    |
| Uffici                | Uffici                       | 3       |                                      |
| Dormitori PdM         | Dormitori PdM                | 1       | 324 m² coperti, 43 stanze e 30 letti |

Il 1º gennaio 1933 l'attiguo deposito locomotive di La Spezia (per la trazione a vapore) e l'intero Riparto Materiale e Trazione di La Spezia vennero soppressi, lasciando in funzione il solo deposito di Migliarina per la trazione elettrica.

### Conversione in deposito storico
L'esercizio regolare durò fino al 2014, passando di mano dalle Ferrovie dello Stato a Rete Ferroviaria Italiana nel 2001, quando venne recepito da parte di Fondazione FS Italiane al suo primo anno di attività, con assegnato il materiale rotabile prima in carico all'Associazione Treni Storici Liguria, precedentemente di stanza alle rimesse dello scalo merci di Santo Stefano di Magra, mantenendo le funzioni originarie di impianto manutentivo a tutti gli effetti.
Dal 2015 vennero organizzati vari "porte aperte" dalla Fondazione, da allora con frequenza quasi annuale, consistenti in visite guidate delle officine, capannoni e l'esposizione dei rotabili restaurati e in lavorazione, generalmente accompagnati da treni storici. Il secondo evento del genere arrivò a 3 500 visitatori, mentre quello del 2022 arrivò ad oltre 14 000.
Nel 2021 acquisisce la denominazione di Deposito Officina Rotabili Storici (abbreviato DORS) da parte della Fondazione, e ufficializzato in occasione del "porte aperte" del 2022.

## Strutture e impianti
Il deposito si sviluppa sul perimetro di via Fontevivo (ex Strada Comunale Antoniana), l'entrata è collocata lato La Spezia Centrale. All'attivazione, nell'area ferroviaria erano localizzati i fabbricato per gli alloggi, i dormitori, il grande capannone rimessa-officina, un fabbricato per i servizi igienici e un altro adibito allo stoccaggio della sabbia e degli olii, posto più a sud. Erano presenti inoltre la tipica torre dell'acqua e un binario con fossa da visita. Dal lato opposto di via Fontevivo era situata la sottostazione elettrica per l'alimentazione dell'elettrificazione trifase, poi demolita. Il piazzale si componeva, oltre che dei 6 binari della rimessa, di altri 5 binari. Mancava la classica piattaforma girevole.

### Rimessa TE
La rimessa TE era suddivisa in più locali – prima fra tutti l'officina dove avvenivano le varie lavorazioni alle parti delle macchine – e a seguire la "saletta" per il personale di macchina, gli uffici del capo deposito titolare, del capo tecnico e del capo squadra, un magazzino, stanze per la torneria e per i fucinatori nonché gli spogliatoi per gli agenti in servizio. Ovviamente gran parte del capannone è dedicato ai 6 binari coperti e muniti di fossa da visita ciascuno. Il primo disponeva anche di una trave di scorrimento con portata 3 t.

### Aggiunte successive
Negli anni vennero aggiunte altre importanti infrastrutture e fabbricati, oltre che apportate varie modifiche al piazzale. Degne di nota sono il "triangolo" per l'inversione di marcia per le locomotive a vapore tra gli alloggi e la rimessa TE, il fabbricato poi assegnato all'associazione FITRAM e un'altra rimessa dedicata alla trazione diesel, con due binari coperti.

## Dotazione
Prima della conversione in impianto storico, il deposito ospitava locomotori elettrici facenti parte della divisione Cargo di Trenitalia quali E.652, E.633, E.655 ed E.656. Dopo il passaggio a Fondazione, il materiale assegnato fa parte del parco storico attivo di FS quali ad esempio E.656, E.655, E.636, E.424, D.345, diverse carrozze e carri.